# Japonski dresnik
Japonski dresnik (znanstveno ime Fallopia japonica) je invazivna trajnica, z grmičasto razrastjo, ki izvira iz Japonske. Sodi med 100 najbolj invazivnih rastlin sveta, za katero v Sloveniji velja prepoved sajenja v okrasne in druge namene.

## Opis
Japonski dresnik je od dva do tri metre visok grm, ki zraste iz podzemnih delov vsako vegetacijsko sezono. Pozimi nadzemni deli odmrejo, podzemne korenike, ki so zelo razrasle in lahko segajo več metrov stran od materinske rastline, pa prezimijo. Zanj je značilno kolenčasto členjeno votlo steblo, ki spominja na steblo bambusa. Pri košenju iz korenik na različnih mestih poženejo do nekaj decimetrov visoka stebla, ki običajno ne cvetijo in niso votla. Nad kolenci izraščajo celorobi, široko jajčasti listi, ki so dolgi od 5 do 15, redkeje 20 cm in široki do 10 cm. Imajo prisekano dno in naglo zožen vrh ter so na steblo nameščeni premenjalno. Nad listi steblo obdajajo v cevasto tvorbo, škornjico, preoblikovani prilisti. 
Japonski dresnik v Sloveniji vzcveti konec julija in ima drobne belkaste do zelenkaste cvetove, ki so združeni v pokončna latasta socvetja. Cvetovi so enospolni, z zakrnelimi, vendar opaznimi zasnovami organov drugega spola. Cvetnih listov je pet, zunanji trije se s širokimi robovi stikajo in obdajajo razvijajoč plod, trikotni orešek, ki je zrel črno obarvan.

## Širjenje po svetu
V Evropo so japonski dresnik iz Japonske zanesli Nizozemci leta 1823. Nato so ga kot okrasno rastlino začeli kultivirati v vrtovih in parkih. Prvi zapisi o japonskem dresniku v naravi se pojavijo leta 1892. Kasneje se je rastlina sadila za utrjevanje brežin in preprečevanje erozije, pa tudi kot krmna in medonosna rastlina.

### Razširjenost v Sloveniji
V Sloveniji je pojav japonskega dresnika prvi omenil August von Hayek, ki je pojav te rastline zabeležil ob Savinji pri Celju leta 1908. Leta 1937 se je rastlina pojavila v Ljubljani in ob Bohinjskem jezeru. V letih 1981 in 1982 je o širjenju japonskega dresnika po Sloveniji pisal botanik Vinko Strgar. Danes je japonski dresnik pogost po vsej Sloveniji, kjer ga srečamo zlasti ob rekah in potokih. Redkeje se pojavlja v submediteranskem in alpskem fitogeografskem območju.

## Uporabnost
Mlada stebla rastline so užitna in se v domovini rastline uporabljajo v človeški prehrani. Poganjki so kisli, njihov okus pa je podoben okusu rabarbare.
Rastlina se uporablja tudi v tradicionalni kitajski ter japonski medicini za zdravljenje glivičnih obolenj, kožnih vnetij in pri kardiovaskularnih boleznih. Ena izmed aktivnih učinkovin rastline naj bi bila resveratrol in njegov glukozid piceid.